# Nowy Witoszyn
Nowy Witoszyn [pronunciación en polaco: /ˈnɔvɨ viˈtɔʂɨn/] es un pueblo ubicado en el distrito administrativo de Gmina Fabianki, dentro delDistrito de Włocławek, Voivodato de Cuyavia y Pomerania, en el norte de Polonia central. Se encuentra aproximadamente a 5 kilómetros al oeste de Fabianki, a 7 kilómetros al norte de Włocławek, y a 47 kilómetros al sureste de Toruń.